# 博特夫足球俱樂部
博特夫足球俱樂部是保加利亞的一家足球俱樂部，位於普羅夫迪夫。目前在保加利亞足球甲級聯賽參賽。俱樂部設立于1912年3月。博特夫是保加利亞最知名的足球俱樂部之一。進入過優勝者盃四分之一決賽，還奪得過巴爾幹盃的錦標。

## 外部連結
- Official web site （页面存档备份，存于）
- Official fans site （页面存档备份，存于）
- Unofficial web site （页面存档备份，存于）